# سيفة الشيخ (مسقط)
سيفة الشيخ منطقة سكنية تقع في ولاية مسقط، التابعة لمحافظة مسقط في سلطنة عمان. يقدر عدد سكانها بـ 148 نسمة حسب إحصاء عام 2010 التابع للمركز الوطني للإحصاء والمعلومات الحكومي. رمز المنطقة هو 10120230.

## الوصلات الخارجية
- المركز الوطني للإحصاء والمعلومات، سلطنة عمان